# Тіджані Мухаммед-Банде
Тіджані Мухаммед-Банде (7 грудня 1957) — нігерійський вчений та дипломат. Професор. Голова 74-ї сесії Генеральної Асамблеї ООН (2019—2020).

## Життєпис
Тіджані Мухаммед-Банде народився 7 грудня 1957 року. У 1979 році отримав ступінь бакалавра політичних наук в Університеті ім. Ахмаду Белло, Нігерія. У 1981 році ступінь магістра політичних наук в Бостонському університеті, США, та у 1987 році ступінь доктора політичних наук в Торонтському університеті, Канада.
Він почав свою кар'єру в Університеті ім. Османа дан Фодіо в Сокото, Нігерія, де він пройшов шлях від випускника-асистента у 1980 році до штатного професора в 1998 році, а в 2004 році отримав посаду ректора, яку займав протягом п'яти років.
У 2000—2004 рр. — обіймав посаду Генерального директора Африканського навчального та дослідницького центру з проблем адміністрації в області розвитку (КАФРАД) в Танжері, Марокко.
У 2010—2016 ро. — обіймав посаду Генерального директора Національного інституту політичних і стратегічних досліджень Нігерії.
З 2016 року — Постійний представник Нігерії при Організації Об'єднаних Націй. Він займав посаду заступника Голови Генеральної Асамблеї на її сімдесят першої сесії і продовжує брати активну участь в роботі ряду форумів, в тому числі в якості Голови Спеціального комітету з операцій з підтримання миру, члена Консультативної ради Контртерористичного центру Організації Об'єднаних Націй і Голови Групи країн — членів Економічного співтовариства країн Західної Африки (2018—2019 рр.).
З 17 вересня 2019 по 17 вересня 2020 рр. — Голова 74-ї сесії Генеральної Асамблеї ООН.